# Roberto Robles
Roberto Robles Feijoo (n. Gijón, España, 3 de julio de 1987),  es un entrenador de fútbol español.

## Trayectoria
Roberto empezaría su trayectoria como entrenador en la Sociedad Deportiva Llano 2000 al que dirigiría durante la temporada 2006-07. En 2007, llegaría al Veriña Club de Futbol al que dirigiría durante dos temporadas.
En 2009, firma por el Astur Club de Fútbol, en el que también estaría dos temporadas.
En 2011, se convierte en coordinador de Fútbol Base y segundo entrenador del Real Oviedo durante dos temporadas. Durante ese período, sería además director del Campus del conjunto carbayón.
En la temporada 2013-14, se convierte en entrenador del equipo Juvenil de División de Honor del Real Oviedo.
En febrero de 2014, tras la destitución de José Carlos Granero, dirige al primer equipo del Real Oviedo en la Segunda División B de España, al que dirige durante  las últimas doce jornadas de liga de la temporada 2013-14. Roberto con 26 años, se convertiría en el técnico más joven en entrenar al Real Oviedo.
Entre 2014 y 2017, sería segundo entrenador del primer equipo, director de cantera y responsable del departamento de metodología del Real Oviedo.
En octubre de 2017, tras salir del Real Oviedo, firma por el Deportivo Alavés para dirigir el departamento de metodología durante la temporada 2017-18.
Desde 2018 a 2020, sería director de metodología y planificación del Real Club Deportivo de La Coruña.
El 6 de agosto de 2020, firma como director del fútbol formativo y del departamento de metodología del Hércules de Alicante Club de Fútbol.
El 4 de abril de 2022, se hace cargo del Unión Popular de Langreo de la Segunda División RFEF, tras la destitución de Samuel Baños. Tras tomar el equipo en puestos de descenso, logra evitar caer del cuarto nivel del fútbol español y comienza la nueva temporada 2022-23 en Segunda Federación. Pero sería cesado tras la décima jornada de competición, con el equipo antepenúltimo y por tanto en posición de descenso de categoría.

## Clubes

### Como entrenador
| Club                                                   | País   | Año       |
| ------------------------------------------------------ | ------ | --------- |
| Sociedad Deportiva Llano 2000                          | España | 2006-2007 |
| Veriña Club de Futbol                                  | España | 2007-2009 |
| Astur C. F.                                            | España | 2009-2011 |
| Real Oviedo Juvenil                                    | España | 2013-2014 |
| Real Oviedo                                            | España | 2014      |
| Real Oviedo (2.º Entrenador y director de cantera)     | España | 2014-2017 |
| Deportivo Alavés (Director de metodología)             | España | 2017-2018 |
| R. C. Deportivo de la Coruña (Director de metodología) | España | 2019-2020 |
| Hércules de Alicante C. F. (Director de fútbol base)   | España | 2020-2021 |
| U. P. de Langreo                                       | España | 2022      |